# Veine saphène antérieure de Loder
La veine saphène antérieure de Loder (ou veine saphène accessoire antérieure) est une veine du membre inférieur située dans la cuisse.

## Origine
La veine saphène antérieure de Loder nait du réseau veineux de la face médiale du genou.

## Trajet
La veine saphène antérieure de Loder chemine sur la face antérieure de la cuisse à l'avant de la veine grande saphène.

## Terminaison
La veine saphène antérieure de Loder se jette dans la veine grande saphène au niveau de l'arc saphène.

### Variation
La veine saphène antérieure de Loder peut se jeter directement dans la veine fémorale.

## Aspect clinique
La veine saphène antérieure de Loder peut faire l'objet d'un développement variqueux indépendant du reste du système veineux.
L'importance de cette veine vient de la confusion fréquente entre elle et la veine grande saphène réalisée à l'examen échographique.